# Сковел, Рори
Рори Сковел (англ. Rory Scovel; род. 6 августа 1980) — американский стендап-комедиант, сценарист и актёр. Проживает в Лос-Анджелесе.
7 июня в российский прокат выходит комедия «Красотка на всю голову» с Рори Сковелом в одной из главных ролей.

## Детство и юность
Сковел был очень активным ребёнком, много играл в футбол, баскетбол и теннис.
В 2003 году Рори окончил Университет Южной Каролины, получив степень в области коммуникаций. Параллельно с учёбой все 4 года он играл в футбол. Год спустя он решил полностью посвятить себя жанру стендап.

## Карьера
Рори Сковел живёт в Лос-Анджелесе, а выступает, помимо Л. А., в Вашингтоне, Нью-Йорке, Сиэтле и во многих других городах по всему миру.
Первый стендап-альбом Рори вышел в 2011 году. The Huffington Post внёс его в своё «Руководство по новым комедийным альбомам года».
В 2012 году Variety включил Ковела в список «10 комедиантов, чьи выступления обязательны к просмотру».

## Избранная фильмография
| Год  |   | Русское название       | Оригинальное название | Роль |
| ---- | - | ---------------------- | --------------------- | ---- |
| 2018 | ф | Красотка на всю голову | I Feel Pretty         | Итэн |
| 2022 | ф | Критическое состояние  | Babylon               | Граф |